# Октябрьский район (Костромская область)
Октя́брьский райо́н — административно-территориальная единица (район) и муниципальное образование (муниципальный район) на востоке Костромской области России.
Административный центр — село Боговарово.

## География
Общая площадь территории 1,9 тыс. км². Октябрьский район находится на северо-востоке Костромской области, граничит на западе с Вохомским, на юге — Поназыревским районом, на севере и востоке — с Кировской областью.
Климат района умеренно континентальный. Самый холодный месяц — январь. Снежный покров устанавливается в середине ноября. Продолжительность снежных покровов 167—175 дней в году. Весна наступает в 3-й декаде марта. Полное оттаивание грунта происходит лишь в начале мая. Летний период составляет около 53 дней. Господствующие ветры северные и юго-западные. В северо-западной части района на юг протекает река Ирдом, протяженностью 67 км.
Около 40% территории района покрыто в основном смешанными лесами. По растительности район относится к подзоне хвойных лесов. Почвы имеют большое разнообразие, но в основном дерново-подзолистые тяжёлые, средние и лёгкие суглинки. Все почвы имеют низкое содержание гумуса, почти все имеют кислую реакцию среды.
Животный мир района типичен для южной тайги и хвойно-лиственных лесов и представлен лесными видами. В охотничьих угодьях обитает большое количество охотничьих животных. Пять видов млекопитающих относятся к лицензионным, охота на которых ограничена: лось, кабан, медведь, выдра, бобр, куница.

## История
Образован в 1945 году из части Вохомского района под названием Боговаровский район. 1 февраля 1963 года упразднён, 30 декабря 1966 восстановлен под современным названием.
В соответствии с Законом Костромской области от 30 декабря 2004 года № 237-ЗКО район наделён статусом муниципального района, установлены границы муниципального образования. На территории района образованы 7 муниципальных образований (сельских поселений).
В соответствии с Законом Костромской области от 29 марта 2010 года № 601-4-ЗКО Забегаевское, Новинское и Стариковское сельские поселения объединены в Новинское.
В соответствии с Законом Костромской области от 18 мая 2015 года № 681-5-ЗКО, Власовское и Новинское сельские поселения были объединены в Новинское с административным центром в селе Боговарово.
Законом Костромской области от 21 мая 2021 года № 89-7-ЗКО к 31 мая 2021 года Соловецкое сельское поселение упразднено в результате объединения с Покровским сельским поселением.
В соответствии с Законом Костромской области от 9 февраля 2007 года N 112-4-ЗКО Октябрьский район как административно-территориальная единица области также сохраняет свой статус.

## Население
Всего насчитывается 108 населённых пунктов.
| 2002  | 2008  | 2009  | 2010  | 2011  | 2012  | 2013  | 2014  | 2015  |
| ----- | ----- | ----- | ----- | ----- | ----- | ----- | ----- | ----- |
| 6289  | ↘5556 | ↘5431 | ↘4946 | ↗4954 | ↘4713 | ↘4557 | ↘4453 | ↘4346 |
| 2016  | 2017  | 2018  | 2019  | 2020  | 2021  |       |       |       |
| ↘4234 | ↘4143 | ↘4048 | ↘3957 | ↘3873 | ↘3478 |       |       |       |

### Национальный состав
По итогам переписи населения 2020 года проживали следующие национальности (национальности менее 0,1 % и другое, см. в сноске к строке «Другие»):
| Национальность | Численность, чел. | Доля     |
| -------------- | ----------------- | -------- |
| Русские        | 3390              | 97,47 %  |
| Украинцы       | 12                | 0,35 %   |
| Цыгане         | 7                 | 0,20 %   |
| Чуваши         | 5                 | 0,14 %   |
| Чеченцы        | 4                 | 0,12 %   |
| Молдаване      | 4                 | 0,12 %   |
| Другие         | 56                | 1,60 %   |
| Итого          | 3478              | 100,00 % |

## Административное деление
Октябрьский район как административно-территориальная единица включает 3 поселения.
В Октябрьский район как муниципальный район входят 3 муниципальных образования со статусом сельских поселений:
| №        | Поселение  | Административный центр | Количество населённых пунктов | Население | Площадь, км2 |
| -------- | ---------- | ---------------------- | ----------------------------- | --------- | ------------ |
| 1        | Луптюгское | село Луптюг            | 9                             | ↘254      | 187,41       |
| 2        | Новинское  | село Боговарово        | 44                            | ↘527      | 397,02       |
| 3        | Покровское | село Боговарово        | 34                            | ↗2697     | 451,00       |
| 3.000001 | Соловецкое | село Соловецкое        | 14                            | ↘201      | 665,40       |

## Населённые пункты
| №   | Населённый пункт    | Тип     | Население | Поселение  |
| --- | ------------------- | ------- | --------- | ---------- |
| 1   | Андреево            | деревня | ↘141      | Покровское |
| 2   | Афонино             | деревня | ↗24       | Луптюгское |
| 3   | Афонинская          | деревня | →0        | Покровское |
| 4   | Батуриха            | деревня | ↗1        | Покровское |
| 5   | Башкирь             | деревня | ↘1        | Новинское  |
| 6   | Бережок             | деревня | →0        | Покровское |
| 7   | Блиновщина          | деревня | ↗1        | Новинское  |
| 8   | Боговарово          | село    | ↗2450     | Покровское |
| 9   | Большая Балахонка   | деревня | →0        | Новинское  |
| 10  | Большая Стрелка     | деревня | ↗30       | Новинское  |
| 11  | Большое Кленовое    | деревня | ↘2        | Покровское |
| 12  | Большой Дор         | деревня | →4        | Новинское  |
| 13  | Вахрушата           | деревня | ↘4        | Новинское  |
| 14  | Веденьё             | село    | ↗208      | Новинское  |
| 15  | Верхорубовская      | деревня | →0        | Соловецкое |
| 16  | Вершинята           | деревня | →0        | Новинское  |
| 17  | Волково             | деревня | ↗1        | Покровское |
| 18  | Вторая Глушковская  | деревня | →0        | Соловецкое |
| 19  | Вторая Дудинская    | деревня | ↘5        | Соловецкое |
| 20  | Вторая Ключевская   | деревня | →3        | Покровское |
| 21  | Вторая Крутая       | деревня | →0        | Луптюгское |
| 22  | Вторая Медяна       | деревня | ↘2        | Новинское  |
| 23  | Вторые Петухи       | деревня | →0        | Соловецкое |
| 24  | Вторые Сивяки       | деревня | ↗16       | Новинское  |
| 25  | Высокое             | деревня | ↗12       | Новинское  |
| 26  | Гарино              | деревня | →0        | Покровское |
| 27  | Грехово             | деревня | ↘46       | Соловецкое |
| 28  | Губиха              | деревня | ↘35       | Новинское  |
| 29  | Гурино              | деревня | →0        | Луптюгское |
| 30  | Даровая             | деревня | ↗58       | Покровское |
| 31  | Забегаево           | деревня | ↘206      | Новинское  |
| 32  | Заборье             | деревня | ↘11       | Новинское  |
| 33  | Заречана            | деревня | →0        | Новинское  |
| 34  | Ильинское           | село    | ↗213      | Новинское  |
| 35  | Ирдом               | деревня | ↗21       | Покровское |
| 36  | Калинёнки           | деревня | ↘2        | Новинское  |
| 37  | Калюжская           | деревня | ↘2        | Новинское  |
| 38  | Катушенки           | деревня | ↗165      | Покровское |
| 39  | Клюкино             | деревня | ↗72       | Покровское |
| 40  | Ключи               | деревня | →0        | Покровское |
| 41  | Князевская          | деревня | →0        | Соловецкое |
| 42  | Кокоры              | деревня | ↘13       | Новинское  |
| 43  | Колеватовы          | деревня | →0        | Новинское  |
| 44  | Коновальцы          | деревня | ↗1        | Соловецкое |
| 45  | Коротёнки           | деревня | ↘2        | Новинское  |
| 46  | Котельный Мыс       | деревня | ↘2        | Покровское |
| 47  | Кузьмины            | деревня | ↗111      | Новинское  |
| 48  | Ларьково            | деревня | ↗2        | Покровское |
| 49  | Лебеди              | деревня | ↘172      | Новинское  |
| 50  | Левино              | деревня | ↗8        | Покровское |
| 51  | Липово              | деревня | ↗26       | Новинское  |
| 52  | Луптюг              | кордон  | ↘13       | Луптюгское |
| 53  | Луптюг              | село    | ↗364      | Луптюгское |
| 54  | Лямино              | деревня | ↘14       | Новинское  |
| 55  | Малая Стрелка       | деревня | ↗99       | Новинское  |
| 56  | Малиновка           | деревня | ↗7        | Новинское  |
| 57  | Малиновка           | деревня | ↗71       | Покровское |
| 58  | Малое Кленовое      | деревня | ↘2        | Новинское  |
| 59  | Малый Рюндюг        | деревня | ↗11       | Новинское  |
| 60  | Михали              | деревня | ↗2        | Соловецкое |
| 61  | Михонино            | деревня | ↘2        | Покровское |
| 62  | Мокроносово         | деревня | ↗14       | Новинское  |
| 63  | Мокруша             | деревня | ↗1        | Новинское  |
| 64  | Морошкино           | деревня | ↗10       | Луптюгское |
| 65  | Нефёдовка           | деревня | →0        | Покровское |
| 66  | Огурцы              | деревня | ↘1        | Новинское  |
| 67  | Останино            | деревня | ↗56       | Покровское |
| 68  | Отрадный            | посёлок | ↗64       | Покровское |
| 69  | Первая Дудинская    | деревня | ↘20       | Соловецкое |
| 70  | Первая Клобуковская | деревня | ↘44       | Соловецкое |
| 71  | Первая Ключевская   | деревня | ↗16       | Новинское  |
| 72  | Первый Содом        | деревня | ↗4        | Луптюгское |
| 73  | Петровская          | деревня | →0        | Покровское |
| 74  | Петрушино           | деревня | ↘14       | Луптюгское |
| 75  | Пономарёво          | деревня | →0        | Новинское  |
| 76  | Потёмкино           | деревня | →0        | Новинское  |
| 77  | Приречный           | посёлок | ↗4        | Покровское |
| 78  | Раменье             | деревня | ↗8        | Покровское |
| 79  | Расклонное          | деревня | ↗1        | Новинское  |
| 80  | Ратчина             | село    | →10       | Покровское |
| 81  | Рожинская           | деревня | ↗23       | Соловецкое |
| 82  | Ромашкино           | деревня | →0        | Новинское  |
| 83  | Сивцево             | деревня | ↘40       | Покровское |
| 84  | Соловецкое          | село    | ↗247      | Соловецкое |
| 85  | Сосновка            | деревня | →0        | Покровское |
| 86  | Стариковы           | деревня | →0        | Новинское  |
| 87  | Тарасиха            | деревня | ↗2        | Новинское  |
| 88  | Терёхино            | деревня | ↗5        | Покровское |
| 89  | Тимошино            | деревня | ↘1        | Новинское  |
| 90  | Титово              | деревня | ↘4        | Новинское  |
| 91  | Устиновцы           | деревня | →0        | Соловецкое |
| 92  | Ушаково             | деревня | ↗10       | Покровское |
| 93  | Филино              | деревня | ↗41       | Покровское |
| 94  | Хомяковщина         | деревня | ↘2        | Покровское |
| 95  | Черепаново          | деревня | ↗22       | Луптюгское |
| 96  | Черныши             | деревня | →0        | Соловецкое |
| 97  | Шестиглазово        | деревня | ↗6        | Новинское  |
| 98  | Шумково             | деревня | ↗6        | Новинское  |
| 99  | Шумково             | деревня | ↘20       | Покровское |
| 100 | Ягодино             | деревня | ↗2        | Новинское  |
| 101 | Якунинцы            | деревня | →0        | Покровское |

Упразднённые населённые пункты:
- 1990 год — деревни Верный Рюндюг Власовского сельсовета; Лобово и Станково Забегаевского сельсовета; Лышное Покровского сельсовета; Красавино и Рычково Сивцевского сельсовета[28].

## Экономика
Экономика района устойчива. В последние годы отмечается рост производственных показателей ряда предприятий. Стабильно работает ООО «Север+», ОАО «Октябрьская сельхозхимия», ОАО «Боговаровское» и другие предприятия. В районе зарегистрировано 100 индивидуальных предпринимателей, занимающихся заготовкой и переработкой леса, розничной торговлей.

## Транспорт
Раз в сутки ходит автобус Боговарово - Кострома, в пути 12.5 часов

## Культура
В Октябрьском муниципальном районе имеется следующая сеть учреждений культуры: МУК Межпоселенческая библиотека имени А. В. Кобелева, Детское отделение библиотеки, МУК Межпоселенческий центр культуры и досуга, Детская музыкальная школа, 9 сельских библиотек, 4 сельских дома культуры, 7 сельских клубов. Народные коллективы: эстрадная группа «Октябрьский парк», фольклорно-этнографический коллектив «Ирдом», народный театр МУК МРЦКД.
При районном центре культуры и досуга также работают: студия «Русская сказка», студия декоративно-прикладного искусства «Город мастеров», Детская театральная обрядовая студия «Родничок», танцевальный коллектив «Веснушки», хор ветеранов «Истоки», группа «Непоседы».

## Известные уроженцы
- Преподобная Анимаиса Острецовская и Родниковская (1875—1963).